# 罗桂求
罗桂求（1940年10月—），湖南邵东人，中华人民共和国政治人物。

## 人物经历
罗桂求早年在邵东市第三中学就读，1961年毕业，后考入湖南大学化学化工系。1981年1月加入中国共产党。历任长沙市经济委员会主任助理；长沙市东区区长；长沙市人民政府秘书长、副市长、市委常委、常务副市长；岳阳市委书记；湖南省人民政府秘书长。1998年1月任湖南省人民代表大会常务委员会副主任，2003年1月至2008年2月任湖南省人民政府顾问，2010年正式退休。